# 일본산
일본산(日本製, Made in Japan)은 일반적으로는 일본에서 생산되는 물품에 쓰여 있는 어구이다.

## 개요
아키하바라 등에서 많은 외국인 관광객들이 기념품 등의 목적으로 일제 제품을 사는 모습을 흔히 볼 수있다. 그러나 일본의 기업도 생산 비용 절감을 위해 중국과 태국 등 여러 나라에 생산 거점을 옮기고 있기 때문에, "Made in Japan"의 표기를 가진 제품은 해마다 감소하고 있다. 한국 전쟁이 발발하였던 1950년대 당시의 일본의 내부 사정을 볼 때 일본에서는 경제 특수를 이룰 정도로 호황을 누렸던 것으로 보이게 되며, 그 시기에는 일본산 제품이 지금의 중국, 남아시아 뺨치는 수준에 이르고 있는 상태이기도 하며, 30~40여 년 전의 한국산도 비슷한 길을 걷던 것으로 보인다.

## Assembled in Japan
일본의 전자 기기 등은 주요 부품을 해외에서 제조한 후 최종적으로 제품의 조립 및 제품 검사를 일본에서 하는 경우가 많다. 이 경우 "Made in Japan"로 표기하지 않고, 대신에 "Manufactured in Thailand, Assembled in Japan"(태국 제조, 일본 조립의 경우)와 같이 표기하거나 주요 부품 제조 국가만을 적는다.

## 같이 보기
- Made in USA(영어판)
- 중국산
- 식품위생